# Árheimar
Árheimar (fornnordiska: Flodhem) var huvudstad i Reidgotaland, goternas rike i de östliga delarna av Europa. Platsen låg vid Dnepr, enligt Hervarar saga.